# Jean-Valentin Beyerlé
Jean-Valentin Beyerlé,  né le 12 juillet 1674 à Haguenau, et mort le 13 octobre 1745 à Strasbourg, est un maître graveur strasbourgeois, ammestre de Strasbourg en 1740 et en 1746.

## Biographie
Graveur et maître d’atelier de l’Hôtel de la Monnaie de la ville de Strasbourg (1707-1736). Conseiller financier du roi Louis XV de 1718 à 1742. Il est élu ammeister de Strasbourg en 1740 et en 1746. 
Jean-Valentin Beyerlé est le père de Jean-Louis Beyerlé.